# Libelle
Pour les articles homonymes, voir Libelle (homonymie).

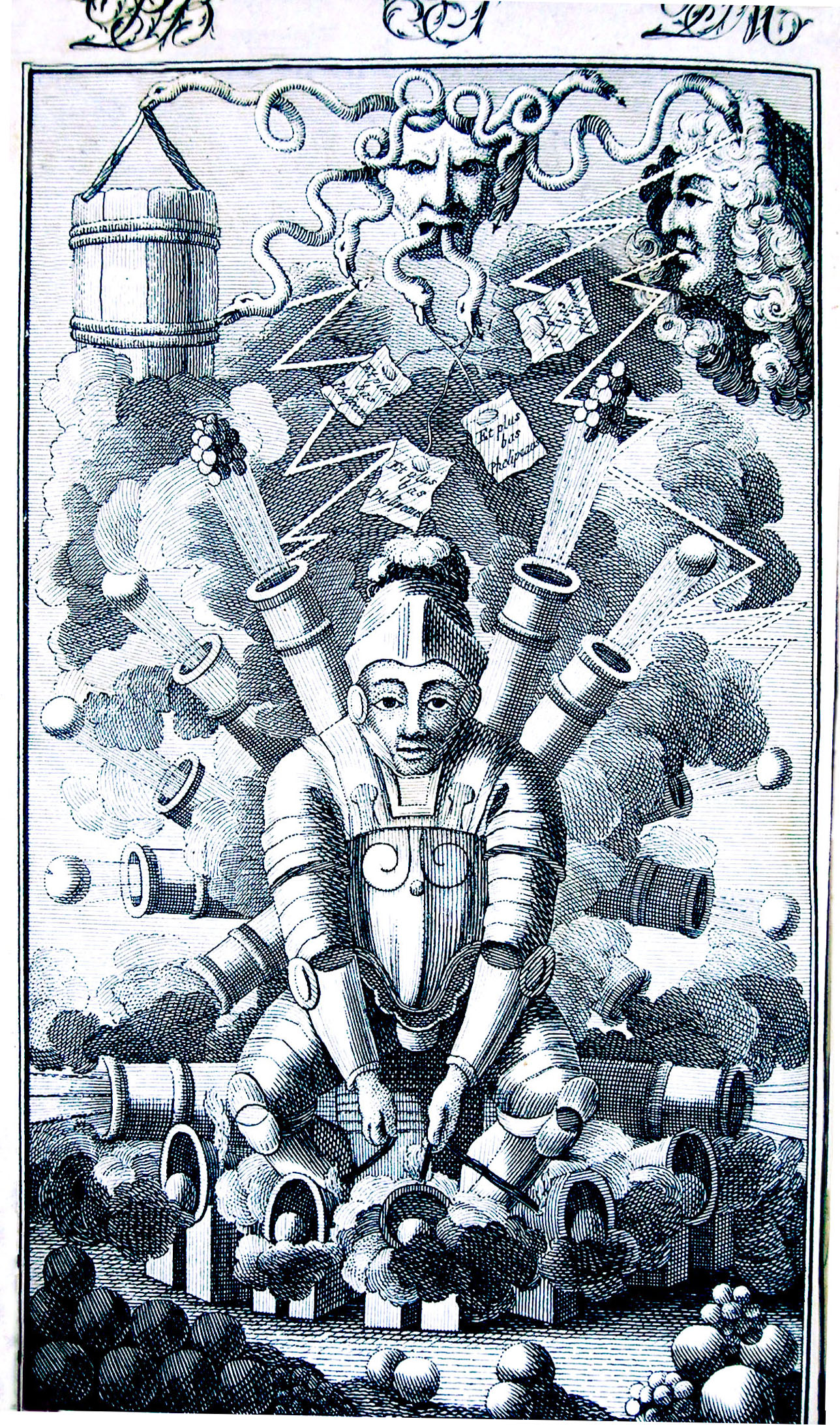
Le Gazetier cuirassé, libelle de Théveneau de Morande.

Un libelle est un petit livre de caractère satirique, insultant ou diffamatoire.

## Caractéristiques
Au sens premier, un libelle désigne un petit livre, et souvent, les libelles sont des ouvrages ou des textes courts. Le mot libelle, conformément à son étymologie libellus : « petit livre », ne comportait pas, à l’origine, une idée défavorable, ne désignant qu’un écrit d’une exposition courte, rapide, précise.
Dans sa Dissertation sur les libelles diffamatoires, Pierre Bayle définit le libelle comme un texte à la fois opposé à la critique et à la satire. Contrairement à la satire, ses cibles ne sont pas des modèles, à la manière des Caractères de La Bruyère, mais des personnes ou des institutions précises. Contrairement à la critique, l’auteur des libelles est anonyme ou dissimulé sous un pseudonyme.
Le libelle politique peut être comparé au pamphlet, bien qu’il n'en ai pas forcément la violence, tandis que le libelle littéraire s’apparente davantage à l’épigramme. Voltaire distingue libelles politique, religieux et littéraire. « Les honnêtes gens qui pensent, dit-il, sont critiques, les malins sont satiriques, les pervers font des libelles. »
Le terme désigne au-delà un genre littéraire considéré comme mineur, voire criminel :

« On nomme libelles de petits livres d’injures. Ces livres sont petits, parce que les auteurs ayant peu de raisons à donner, n’écrivant point pour instruire, et voulant être lus, sont forcés d’être courts. Ils y mettent très rarement leurs noms, parce que les assassins craignent d’être saisis avec des armes défendues. »

C'est encore l'avis de Gabriel Naudé, dans son Marfore ou discours contre les libelles (1620) :

« les libelles se vendent en secret, s’achètent bien cher, ne valent rien, et sont encore plus mal faits comme venant des mains d’une populace rude, ignorante et mal polie. »

## Histoire
Avec l’évolution du terme « libelle », peu à peu le sens d’accusation a dominé, puis celui d’accusation scandaleuse et même de mensonge. On entend aujourd’hui par libelle un écrit essentiellement diffamatoire, souvent calomnieux et, en général, anonyme : l’arme de la méchanceté et de la lâcheté. Ordinairement en prose, les libelles peuvent cependant être en vers et, dans ce cas, ils affectent le tour et l’allure de la chanson. Le libelle est à la littérature ce que la caricature est au dessin. Beaucoup des chansons les plus populaires de l’Ancien Régime contre des généraux, des ministres, n’étaient autre chose que des libelles. Dans la France d’Ancien Régime, l’auteur du libelle, l’imprimeur et le libraire encouraient également la peine de mort. La politique et les lettres en firent néanmoins également éclore à foison.

### Moyen Âge
Procope de Césarée, historien byzantin du VIe siècle, est un des précurseurs du libelle. Alors qu'il écrit une histoire officielle du règne de l'empereur Justinien, parallèlement il rédige les Anecdota (du grec α préfixe privatif et εκδοτος : non publié, inédit), virulent pamphlet contre Justinien et Théodora.

### AuXVIesiècle
Au XVIe siècle, les batailles de l’érudition se livraient fort souvent à coups de libelles, aussi donna-t-on le nom de gladiateurs aux écrivains qui rivalisaient ainsi de science et d’injures. Pierre l'Arétin était renommé pour improviser des pamphlets cyniques en vers, ses libelles lui valant le surnom de « fléau des Princes ». Martin Luther en produit un grand nombre, souvent illustrés, dont le Contre les meurtriers et les hordes de paysans voleurs.
L’époque de la Ligue fut très féconde en libelles, dont quelques-uns couronnaient la calomnie par l’appel à l’assassinat. Ceux de la Fronde ne furent pas moins nombreux que ceux de la Ligue, mais ils furent moins meurtriers. Les mazarinades en offrirent par milliers. Le libelle montait alors dans la chaire et donnait le ton au sermon.

### AuXVIIesiècle
Les querelles des jésuites et des jansénistes n’ont pas eu souvent d’autres armes que le libelle. Les Lettres provinciales du soi-disant sieur de Montalte furent traitées de libelles avant de conquérir leur place au premier rang des chefs-d’œuvre de l’éloquence française.

### AuXVIIIesiècle
Les luttes philosophiques et littéraires du XVIIIe siècle produisirent divers types de libellistes : Fréron, Linguet, Nonnotte, La Beaumelle, etc. En butte à tant d’anonymes diffamations, Voltaire n’a pas craint de rendre la pareille à ses ennemis.
Outre la dénonciation publique ou la chronique scandaleuse, certains pamphlets se tournent vers la « pornographie politique ».
Joseph d'Hémery, inspecteur de la Librairie française, recense tous les auteurs de son temps qui vivent à Paris afin de permettre la chasse aux « mauvais sujets », imprimeurs clandestins d'un côté, libellistes de l'autre (les « Arétin modernes », souvent recueillant des nouvelles « à la bouche » colportées notamment à l'arbre de Cracovie ou écrivant des nouvelles « à la main »).

#### Libelles sous Louis XV
Sous Louis XV, Versailles devient un centre de diffusion des libelles (notamment contre les maîtresses du roi : Anecdotes secrètes sur Madame du Barry, La vie privée de Louis XV, sur les débauches mondaines et les scandales nobiliaires : Gazetier cuirassé du chevalier de Morande) grâce à de nombreux libraires clandestins qui disposent en ville des entrepôts de libelles

#### Libellesprérévolutionnaires

##### Libelles contreMarie-Antoinette
Une véritable coterie se monte contre Marie-Antoinette d'Autriche dès son accession au trône, des pamphlets circulent, d'abord de courts textes pornographiques puis des libelles orduriers. Ses déboires conjugaux étant publics, on l’accuse d’avoir des amants (le comte d’Artois son beau-frère, le comte suédois Hans Axel de Fersen) ou même des maîtresses (la duchesse de Polignac), de dilapider l’argent public en frivolités (robes de Rose Bertin, parfums de Jean-Louis Fargeon) ou pour ses favoris, de faire le jeu de l’Autriche, désormais dirigée par son frère Joseph II. Elle y est clouée au pilori comme une nymphomane perverse et insatiable et bien vite la certitude de son insatiable érotisme se répand. Elle est décrite comme une « prostituée babylonienne », une « infâme tribade » ayant l'habitude, à Trianon, d'épuiser quotidiennement plusieurs hommes et plusieurs femmes pour satisfaire sa « diabolique lubricité »,.

### AuXIXesiècle
Quand le journal fut entré dans les mœurs politiques, le libelle fut remplacé par la polémique périodique qui, dans les temps de troubles, n’est ni plus sincère ni moins injurieuse. L’art de diffamer devint une profession bien payée, sinon considérée, et protégée au besoin par l’épée du spadassin.
En dehors du journalisme, le libelle changea de nom : abjurant la calomnie et l’anonymat, il devint le pamphlet. Paul-Louis Courier et de Cormenin furent les plus célèbres pamphlétaires du XIXe siècle. Mais bien d’autres firent des pamphlets qui ajoutèrent à leur notoriété ou à leur gloire. Sous l’Empire, les écrits injurieux contre le souverain tombaient sous le coup de la loi de lèse-majesté. Un pamphlet de Chateaubriand, De Buonaparte et des Bourbons, valut à Louis XVIII autant qu’une armée.
Le pamphlet peut également être œuvre de poète : témoin la fameuse Némésis, de Méry et Barthélemy ; témoin encore, les célébrissimes Châtiments, de Victor Hugo contre « Napoléon le petit ».
Libelles et pamphlets furent souvent poursuivis par les lois, impuissantes contre eux quand l’opinion leur était favorable. Sous le second Empire, qui n’admettait pas la preuve du fait et qui, par un effet de la jurisprudence, protégeait à la fois les vivants et les morts, tout écrit médisant était soumis à la loi sur la diffamation.